# Declaração de Londres

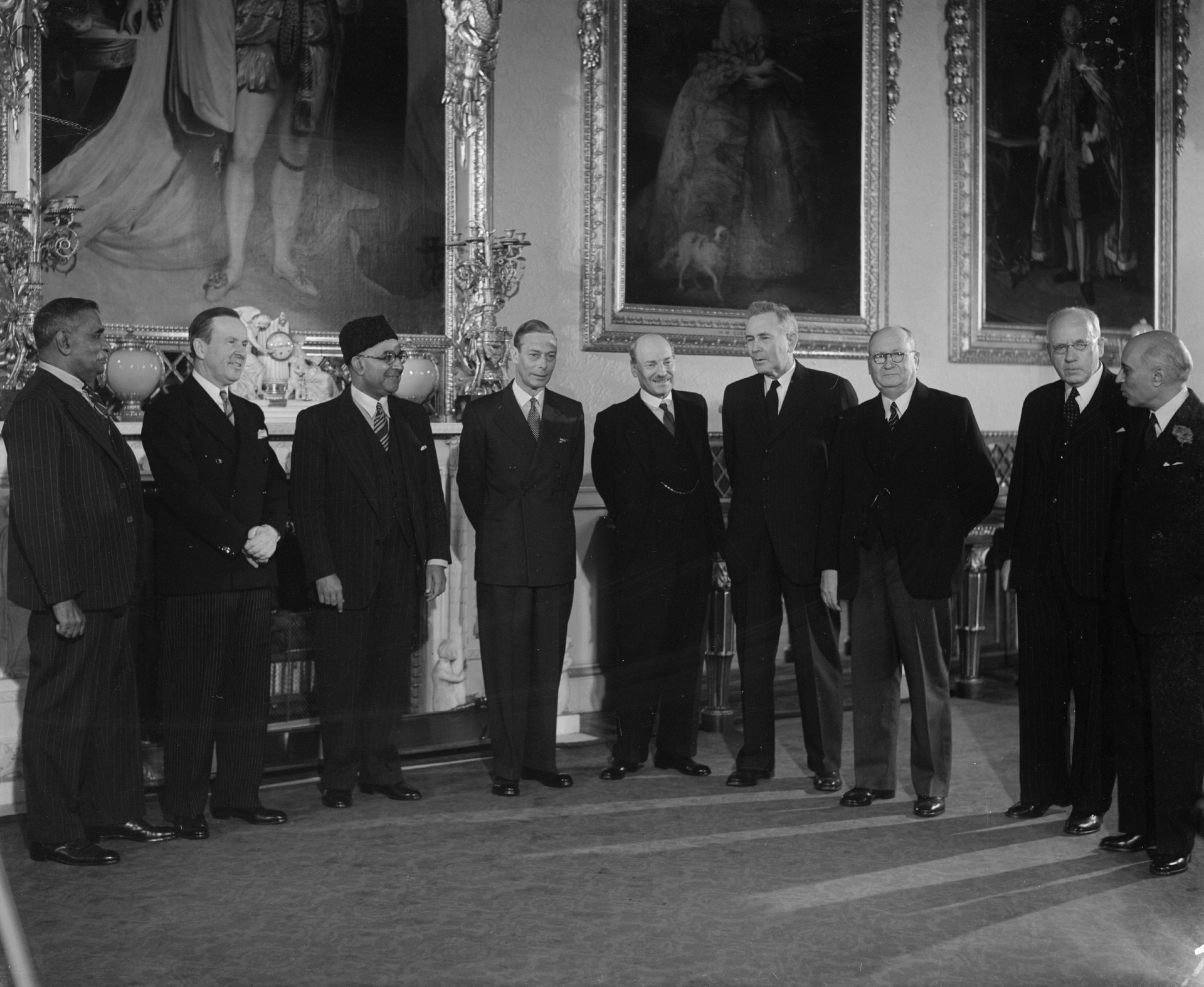
Conferência dos Primeiros-Ministros da Commonwealth em 1949

A Declaração de Londres foi uma declaração emitida pela Conferência dos Primeiros Ministros da Commonwealth de 1949 sobre a questão da adesão continuada da Índia à Commonwealth of Nations, uma associação de estados independentes anteriormente parte do Império Britânico, após a transição da Índia para uma constituição republicana.
Elaborada pelo estadista indiano V. K. Krishna Menon, a declaração afirmava o acordo dos primeiros-ministros para a permanência da Índia na organização depois de se tornar uma república. Por essa declaração, o governo da Índia expressou sua aceitação do rei como um símbolo da livre associação de suas nações membros independentes e chefe da Commonwealth.
A declaração tratava apenas da Índia, vista como um caso excepcional, e reafirmava que os outros membros da Commonwealth deviam fidelidade comum à Coroa com uma aceitação inicial do rei como chefe da Commonwealth. No entanto, estabeleceu um precedente de que o republicanismo é compatível com a participação na organização.

## Historia
A declaração declarava em relação à Índia:
| “ | O Governo da Índia... declarou e afirmou o desejo da Índia de continuar sendo membro pleno da Comunidade das Nações e sua aceitação do Rei como símbolo da livre associação de suas nações membros independentes e, como tal, o Chefe da Comunidade. | ” |

Desde então, esta fórmula foi considerada um precedente suficiente para todos os outros países.
A questão havia sido discutida na Conferência de Primeiros Ministros de 1948, cuja agenda foi dominada pelas iminentes decisões de dois estados – Índia e Irlanda – de se declararem repúblicas. Na reunião, o primeiro-ministro indiano Jawaharlal Nehru propôs um Memorando de Dez Pontos sobre o acordo entre a Índia e a Commonwealth. O Comitê do Gabinete sobre Relações da Commonwealth reconheceu que as propostas de Nehru não poderiam constituir uma base para a permanência na Commonwealth, e que uma nova conferência seria necessária.
Em 16 de maio de 1949, durante os Debates da Assembleia Constituinte para a elaboração de uma constituição republicana, Nehru declarou na casa que:
| “ | Nós nos juntamos à Commonwealth obviamente porque achamos que é benéfico para nós e para certas causas no mundo que desejamos avançar. Os outros países da Commonwealth querem que permaneçamos lá porque acham que é benéfico para eles. É mutuamente entendido que é vantajoso para as nações da Commonwealth e, portanto, elas se unem. Ao mesmo tempo, fica perfeitamente claro que cada país é completamente livre para seguir seu próprio caminho; pode ser que eles possam ir, às vezes ir tão longe a ponto de romper com a Commonwealth... Caso contrário, além de quebrar as partes más da associação, é melhor manter uma associação cooperativa que pode fazer o bem em este mundo em vez de quebrá-lo. | ” |

Na conferência seguinte, em abril de 1949, Nehru, procurando acima de tudo evitar a adesão de dois níveis, concedeu um programa de três pontos mais agradável, baseado na cidadania comum da Commonwealth, uma declaração de adesão continuada da Índia e o reconhecimento da monarca em uma capacidade separada do que como monarca. Isso encontrou um acordo geral, particularmente com o novo primeiro-ministro sul-africano Daniel François Malan, e, nos dois dias seguintes, o projeto foi elaborado em um acordo final. Para evitar críticas sobre o abandono da palavra britânica do nome da Commonwealth, Nehru concedeu uma referência à "Comunidade Britânica de Nações" no parágrafo de abertura do documento como uma referência historicamente apropriada.
O rei George VI foi reticentemente a favor da separação das posições de rei e chefe da Commonwealth, tendo conhecido e gostado de Nehru, mas estava preocupado com os aspectos práticos. A notícia do acordo foi saudada por todos os que estavam nas bancadas da oposição na Câmara dos Comuns britânica, incluindo Winston Churchill e Clement Davies. Em contraste, Jan Smuts, que havia sido derrotado por Malan nas eleições gerais sul-africanas no ano anterior e era considerado o segundo estadista da Commonwealth apenas atrás de Churchill, se opôs amargamente. No contexto sul-africano, com o qual Smuts se preocupava principalmente, o republicanismo foi identificado principalmente com o conservadorismo africânder e com uma segregação racial mais rígida. A conferência de Londres - preocupada principalmente com a Índia e em algum grau com a Irlanda, que recentemente se declarou não prestou muita atenção às implicações para a África do Sul.
A Índia tornou-se uma república em 1950 e permaneceu na Commonwealth. No entanto, a Irlanda, que estava na mesma situação, tendo aprovado a Lei da República da Irlanda de 1948, declarou-se uma república em 18 de abril de 1949, dez dias antes da declaração e, portanto, deixou a Commonwealth.

## Texto da Declaração
Os Governos do Reino Unido, Canadá, Austrália, Nova Zelândia, África do Sul, Índia, Paquistão e Ceilão, cujos países estão unidos como Membros da Comunidade Britânica de Nações e devem uma fidelidade comum à Coroa, que é também o símbolo da sua livre associação, consideraram as mudanças constitucionais iminentes na Índia.
O Governo da Índia informou os outros governos da Commonwealth da intenção do povo indiano de que, sob a nova constituição que está prestes a ser adotada, a Índia se tornará uma república independente soberana. O Governo da Índia, no entanto, declarou e afirmou o desejo da Índia de continuar a ser membro pleno da Commonwealth of Nations e sua aceitação do Rei como o símbolo da livre associação de suas nações membros independentes e, como tal, o Chefe da Commonwealth.
Os governos dos outros países da Commonwealth, cuja base de adesão à Commonwealth não é alterada, aceitam e reconhecem a permanência da Índia como membro de acordo com os termos desta declaração.

Assim, o Reino Unido, Canadá, Austrália, Nova Zelândia, África do Sul, Índia, Paquistão e Ceilão declaram que permanecem unidos como membros livres e iguais da Comunidade das Nações, cooperando livremente na busca da paz, liberdade e progresso.

## Legado
A Declaração de Londres marcou o nascimento da moderna Commonwealth of Nations.